# Tabuleiro de Galton

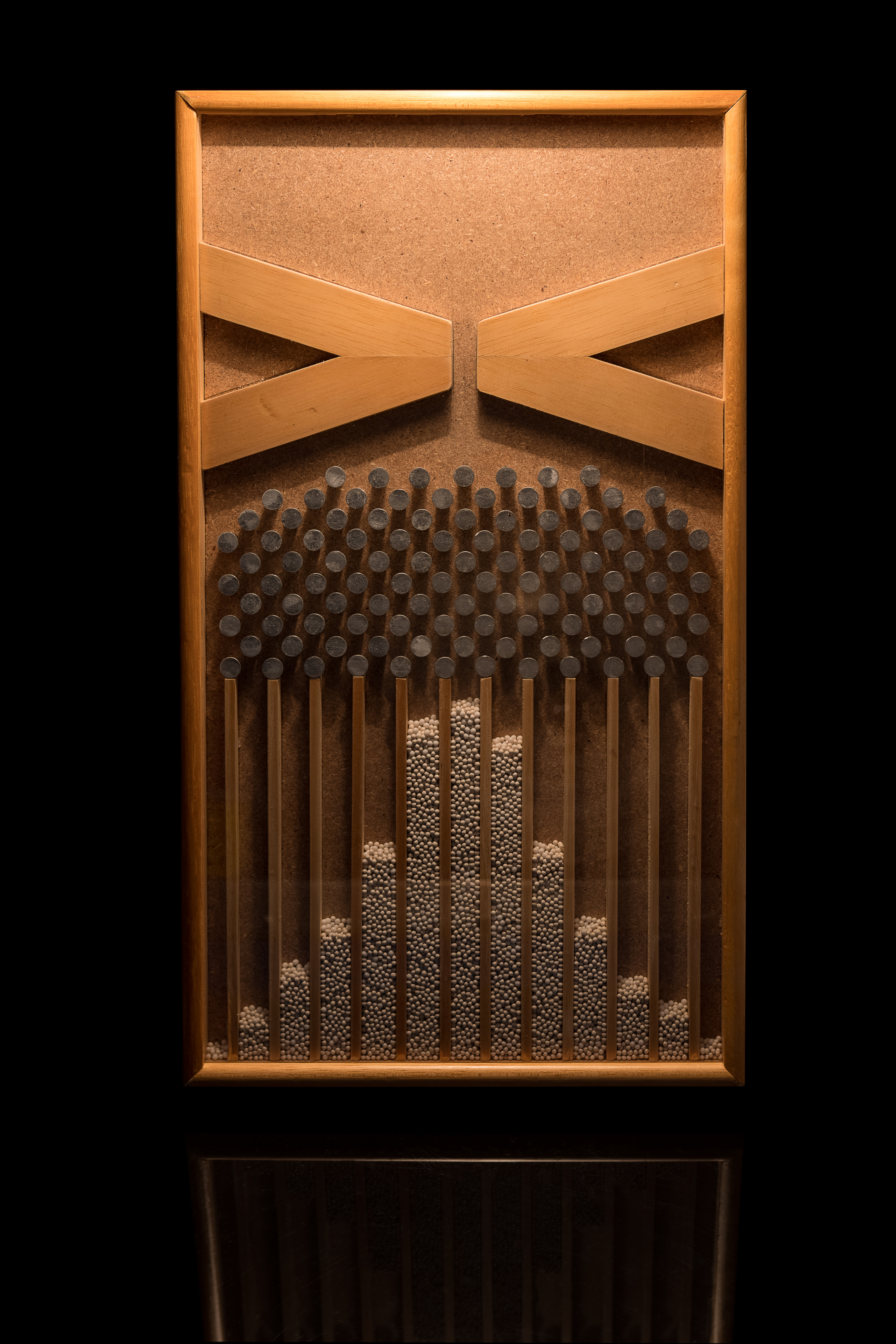
Tabuleiro de Galton

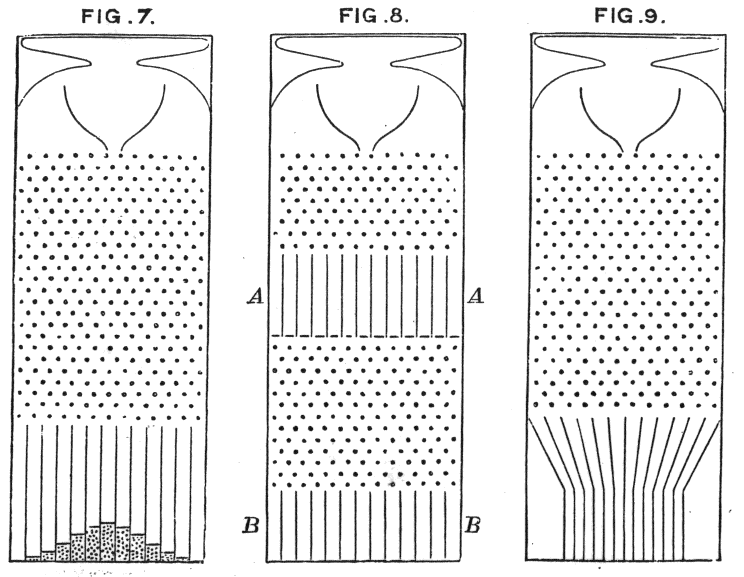
O tabuleiro desenhado por Sir Francis Galton

O Tabuleiro de Galton, também conhecido como Quincunx, é um dispositivo inventado por Sir Francis Galton para demonstrar o teorema do limite central, em particular, que a distribuição normal é aproximada à distribuição binomial. Entre suas aplicações, oferecer ideias sobre regressão para média.

## Descrição
O tabuleiro consiste de uma placa vertical com fileiras entrelaçadas de pinos. Bolas são jogadas a partir do topo; ao bater nos pinos, elas se distribuem para a esquerda ou para a direita. Caso a probabilidade da bola ir para direita seja igual a probabilidade da bola ir para a esquerda, ao cair nas bandejas inferiores, a altura das bolas acumuladas nas bandejas, eventualmente, irá simular uma curva em forma de sino.
A sobreposição do triângulo de Pascal para os pinos mostra o número de diferentes caminhos que podem ser tomados para cada bandeja.
Grande escala de modelos de trabalho desse dispositivo pode ser visto no Mathematica: Um Mundo de Números... e Além de exposições permanentemente em exibição no Museu de Ciência de Boston, Nova York Hall of Science ou Museu da matemática da Universidade de São Paulo.

## Distribuição das bolas

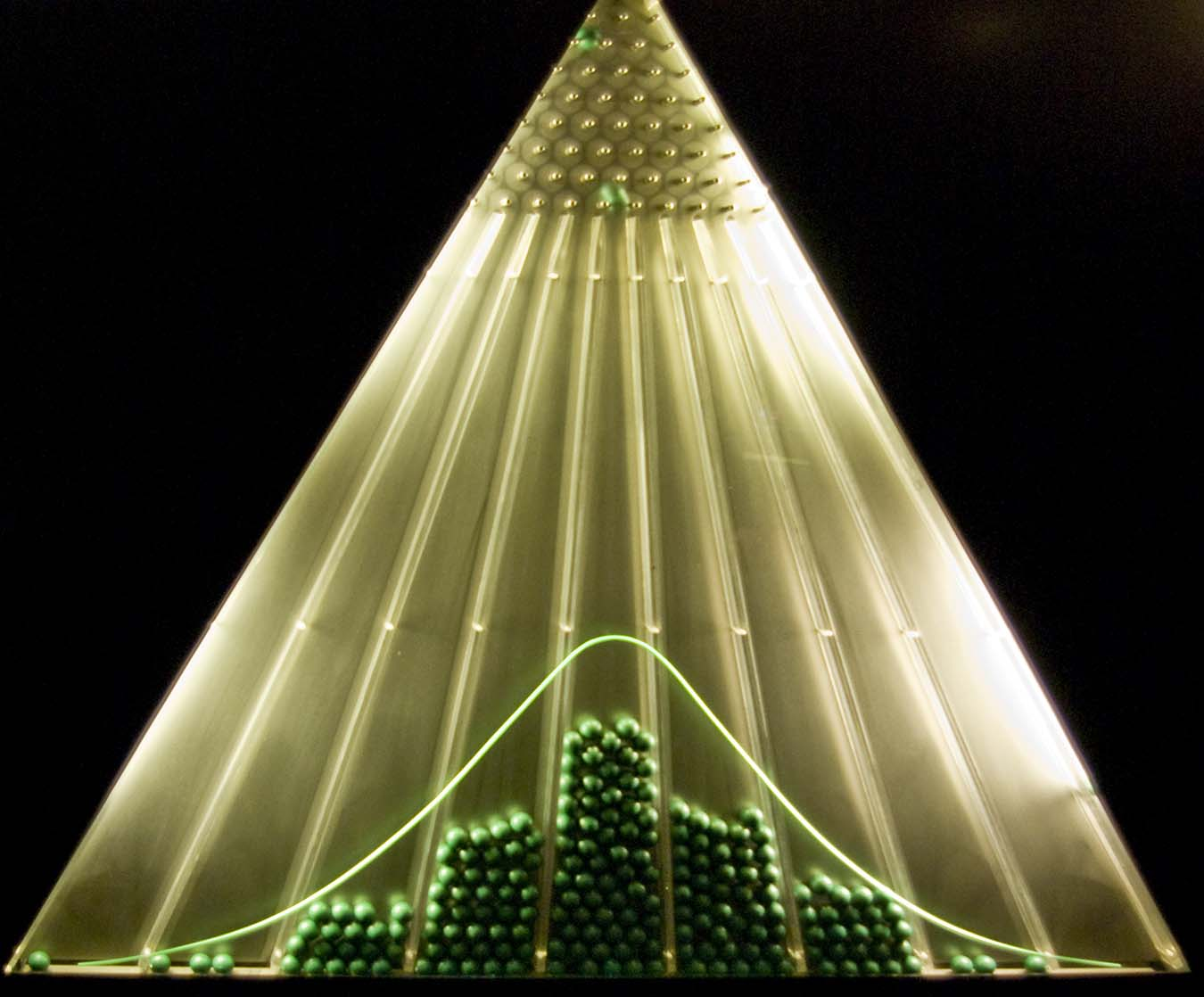
Uma réplica do tabuleiro com o design alterado

Se uma bola salta para a direita de k vezes em sua descida (e à esquerda sobre os pinos restantes) acaba na k-ésima bandeja contando da esquerda. Denotando o número de linhas de pinos em um tabuleiro por n, o número de caminhos para a k-ésima bandeja na parte inferior é dada pelo 
coeficiente binomial {\displaystyle }. Se a probabilidade de saltar para a direita em um pino é p (que é igual a 0,5 em um viés do tabuleiro) a probabilidade de que a bola termine na k-ésima bandeja é igual a {\displaystyle }. Esta é a probabilidade de massa em função de uma distribuição binomial.
De acordo com o teorema do limite central (mais especificamente, o teorema de Moivre-Laplace), a distribuição binomial se aproxima da distribuição normal, desde que n, o número de fileiras de pinos no tabuleiro, seja grande.

## Jogos
Vários jogos foram desenvolvidos usando a ideia de pinos alterando a rota de bolas ou outros objetos:
- Pachinko
- Payazzo
- Peggle
- Pinball
- Plinko

## Outros ficheiros

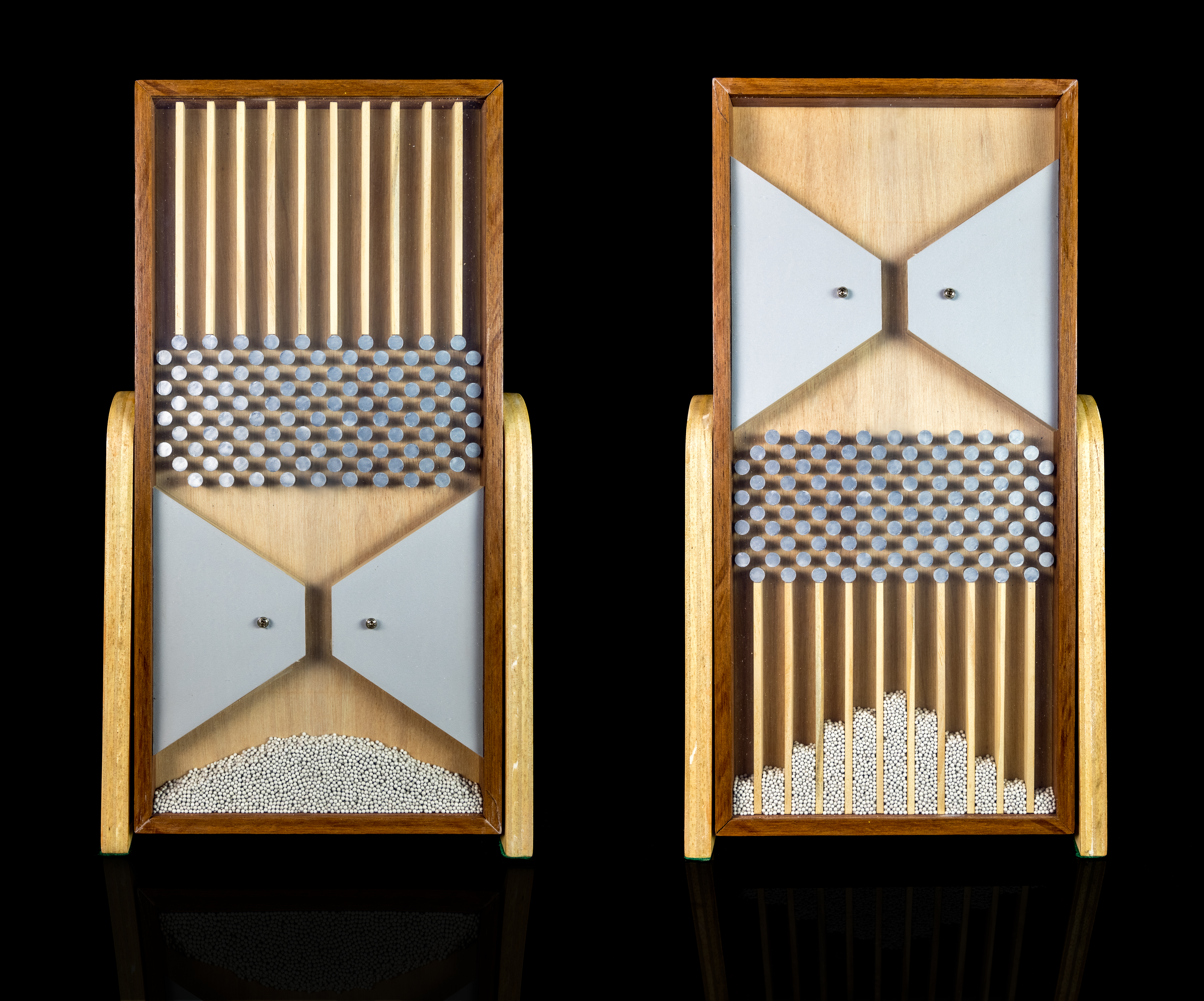
Antes e depois do giro
- Tabuleiro de Galton